# Jakob II. (Aragón)

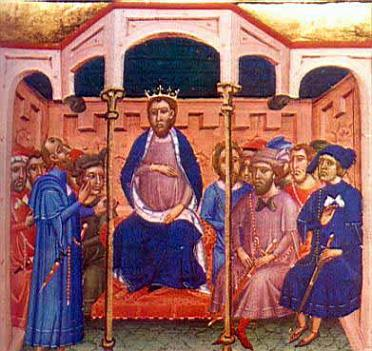
Jakob II.

Jakob II., der Gerechte (spanisch Jaime II el Justo, * 10. August 1267; † 2. November 1327 in Barcelona), war König von Aragonien von 1291 bis 1327 und König von Sizilien von 1285 bis 1295.

## Leben
Er war der zweite Sohn der Stauferin Konstanze und Peters III. von Aragon, nach dessen Tod im Jahre 1285 er als Jakob I. König von Sizilien wurde. Nach dem Tod seines Bruders Alfons III. 1291 wurde er als Jakob II. König von Aragonien.
1295 verzichtete er im Frieden von Anagni zu Gunsten des Hauses Anjou auf Sizilien, während Frankreich auf seine Ansprüche in Kastilien verzichtete, um das die beiden Mächte schon unter seinem Vorgänger Krieg geführt hatten. Daraufhin hob der Papst den Kirchenbann gegen das Haus Aragon auf und Jakob erhielt Korsika und Sardinien als päpstliches Lehen. Sardinien musste er allerdings zunächst von Genua erobern. 1296 bis 1299 führte er sogar gegen seinen jüngern Bruder Friedrich, den die Sizilianer nun zum König erhoben, für die Anjous erfolglos Krieg. 1302 beendete Jakob diesen Konflikt mit einem Abkommen, dem zufolge Friedrich eine Tochter Karls II. von Anjou heiraten sollte. Das Ende dieses Konflikts führte zu einer Revolte von Jakobs katalanischen Söldnern, die daraufhin in byzantinische Dienste traten und in Griechenland eigene Territorien eroberten.
Gegen die Übermacht des Adels stützte er sich auf die Geistlichkeit und den Bürgerstand, stärkte das Ansehen der Gerichte und sicherte durch das Gesetz von Tarragona 1319 die Vereinigung von Aragonien. Er überließ die Regierung seiner dritten Gemahlin Maria und seinem Bruder Johann, um sich seinen Feldzügen zu widmen. 1325 musste Jakob II. dem Adel dessen Privilegien bestätigen, die sein Vater gewährt hatte.

## Nachkommen
Jakob war viermal verheiratet. Seine erste Ehefrau war seit 1291 Isabella von Kastilien (1283–1328), Tochter des Königs Sancho IV. von Kastilien. Diese Ehe wurde 1295 annulliert. Danach heiratete er in zweiter Ehe 1295 Blanka von Anjou (1280–1310), Tochter des Königs Karl II. von Neapel. Nach deren Tod ehelichte er 1315 Maria von Lusignan (1273–1322), Tochter des Königs Hugo III. von Zypern. Seine vierte Ehe schloss er 1322 mit Elisenda de Montcada († 1364), Tochter Pedros I., des Herrn von Aitony y Soses.
Seine Kinder aus zweiter Ehe waren
- Jakob (1296–1334), verzichtete auf den Thron 1319, ließ seine Ehe mit Eleonore, Tochter Ferdinands IV. von Kastilien annullieren und wurde Mitglied des Johanniterordens
- Alfons IV. (1299–1336), König von Aragón
- Maria (* 1299) ⚭ 1311/2 Peter von Kastilien
- Konstanze (1300–1327) ⚭ 1312 Johann Manuel von Kastilien, Herr von Villena
- Johann (1304–1334), Erzbischof von Toledo und Tarragona, Patriarch von Alexandria
- Peter (1305–1381), Graf von Ribagorza, Ampurias y Prades, Seneschal von Katalonien ⚭ 1331 Johanna von Foix
- Isabel (1305–1330) ⚭ 1315 Herzog Friedrich von Österreich
- Blanka (1307–1348), Nonne
- Raimund Berengar (1308– ca. 1366), Graf von Ampurias

1. ⚭ 1327/8 Blanka von Tarent
2. ⚭ 1338 Maria von Aragón-Ejerica

- Violante (1310–1352)

1. ⚭ 1329 Philipp von Tarent, Despot von Romanien (Haus Anjou)
2. ⚭ 1339 Lope de Luna, Herr von Segorbe (Haus Luna)

Jakob hatte drei weitere, außerehelich geborene Söhne.